# Moulins (quartier)
Pour les articles homonymes, voir Moulins.
Moulins ou « Moulins-Lille », officiellement Lille-Moulins, est un quartier populaire du sud de Lille, classé zone franche urbaine, qui compte environ 20 000 habitants . 
Il porte le nom de l'ancienne commune de Moulins-Lille, absorbée par Lille en 1858. 
En 1840, des industriels y construisirent les premières filatures, le logement ouvrier étant pour l'essentiel laissé à l'initiative privée. De nombreuses maisons de briques typiques de cette époque sont toujours visibles aujourd'hui.
Ce quartier compte un nombre important d'habitants d'origine étrangère et souffre d'un taux de chômage élevé, de l'ordre de 30 %. Le quartier compte cependant 21 % d'étudiants et abrite la faculté de droit de l'Université de Lille, inaugurée en 1995 et l'institut régional d'administration.  
La mairie de quartier tente de relancer l'activité économique et culturelle avec la reconversion des anciennes filatures Le Blan et Wallaert et l'ouverture d'une Maison folie dans l'ancienne brasserie des Trois Moulins

## L’accès
Le quartier de Moulins possède une image et une identité propres au sein de la ville de Lille.
Il s’est développé de manière à en rendre l’accès facile. Il est ainsi proche du centre ville. Il est aussi un lieu de passage de l’autoroute A25/E42, ce qui permet un accès rapide.
De plus, il est bien desservi par les transports en commun puisqu'il accueille quatre stations de la ligne 2 du métro lillois (Porte de Valenciennes, Porte de Douai - Jardin des Plantes, Porte d'Arras et Porte des Postes) et une station de la ligne 1 (Porte des Postes). Ces lignes permettent l’accès à de nombreuses villes de la métropole lilloise et aux gares SNCF de Lille en moins de dix minutes.
Enfin, de nombreuses lignes de bus sont centralisées sous la porte de Douai et permettent de rejoindre de nombreux arrêts dans Lille et sa métropole avec le réseau Ilévia et dans le département du Nord grâce au réseau Arc-en-Ciel.
Lille-Moulins est donc un quartier bien desservi, lieu de passage Nord-Sud, avec un accès facile aux autres quartiers lillois, d’autant qu'il est encadré par des boulevards et des rues dont le trafic est important (Boulevard Victor-Hugo, Boulevard de Strasbourg et rue de Cambrai).

## Histoire

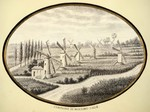
Moulins-Lille en 1860.

Le territoire du quartier correspond très approximativement à celui de l'ancienne commune de Moulins-Lille, faubourg de Paris détaché le 1er janvier 1834 de la commune de Wazemmes, devenu vers 1830 un quartier industriel à la suite de l'implantation des premières filatures de lin remplaçant progressivement les vieux moulins. 
À côté de l'industrie textile prédominante, filatures Le Blan et Wallaert, des usines métallurgiques se développent notamment la fabrication de machines à vapeur Paul Le Gavrian créée en 1837 reprise par la famille Crépelle en 1882 s'orientant ensuite vers les moteurs diesels et compresseurs (actuellement  entreprise du groupe suédois Atlas Copco), robinetterie industrielle Cocard rachetée en 1960 par la SA Crane et transférée à Armentières en 1969. Des usines chimiques de fabrication de céruse se créent à la même époque. L'usine de fabrication de produits pharmaceutiques  LFB implantée dans les locaux de la société Théodore Lefebvre fondée en 1825 à laquelle avait succédé la société Théolaur, est un des rares établissements industriels en activité en 2024.

## Urbanisation
Sa superficie de 172 hectares le place au 7e rang des quartiers lillois.
Avec 31 kilomètres de voirie, Moulins occupe 9,4 % de la voirie lilloise.
Le premier réseau urbain comprend les anciennes rues d'Arras, de Valenciennes, de Douai et la rue Dupetit-Thouars à proximité. Ces tronçons de routes au départ de Lille étaient quasiment les seuls bordés d'habitations avant 1830. Des maisons basses rue de Douai et rue d'Arras sont de rares vestiges de cette époque.
L'implantation de filatures de coton et de lin dans les années 1830 et 1840 a transformé Moulins de village en faubourg ouvrier. Les frères Wallaert installèrent des filatures de lin qui furent avec les filatures Le Blan les plus importantes usines de Moulins. Ces industriels vendirent en 1836 à la commune des terrains où furent bâties l’église paroissiale Saint-Vincent-de-Paul, la mairie, des écoles et où furent tracées la place de Trévise (place Déliot) et les principales rues donnant accès à ces bâtiments publics (rues Racine, Fénelon, Massillon, Bossuet, Buffon). 
Les rues de Wattignies, des Postes, Courmont, furent bâties en 1837-1838. les rues Lamartine, Philippe-de-Comines, des Meuniers de 1845 à 1851.
Le réseau de voies haussmanniennes planifiées à la suite de l'agrandissement de 1858 et réalisées dans les années 1860 a assez peu concerné Moulins en comparaison avec le maillage dense et structuré établi sur l'espace des anciennes fortifications au sud de la ville ancienne ou avec l'ensemble tracé dans les quartiers ouest et à Esquermes.
À Moulins, à l'exception de l'axe nord-sud de la rue d'Artois, les nouvelles voies ont été ouvertes à la limite du quartier, boulevard Victor-Hugo et rue de Cambrai au nord, rocade sud en bordure des nouvelles fortifications.
Plus que le plan peu lisible, c'est l'imbrication des usines et de maisons basses, pour la plupart de construction médiocre, avec des îlots insalubres (courée) qui donnaient au quartier une image de triste faubourg industriel au milieu et encore à la fin du siècle dernier. 
Cette situation est le résultat de l'échec de l'agrandissement de Lille dans lequel la ville accaparée par les travaux de voirie, la construction d'un réseau d'adduction d'eau et d'égouts (cependant le tout-à-l'égout ne s'est pas généralisé à Moulins avant les années 1970) et les équipements publics a totalement abandonné le logement ouvrier à l'initiative privée. Dans ce domaine le quartier fut la proie des spéculateurs. À l'énorme population ouvrière on n'eut à offrir que des taudis plus infects que ceux du vieux Lille.
Le quartier fut touché par l'explosion du dépôt de munitions des dix-huit ponts de 1916 pendant l'occupation allemande qui endommagea 21 usines, 738 maisons et fit 104 morts et 400 blessés.  
Les anciennes usines ont quasiment toutes fermé lors d'une désindustrialisation progressive des années 1950 à la fin des années 1980 ce qui a nécessité la reconversion des anciens locaux ou des friches.  
Mis à part le grand parc du jardin des plantes et le jardin des Olieux, les espaces libres sont quasi inexistants, rendant le quartier très peu aéré. Quelques places ou squares, parmi laquelle la place Vanhoenacker, place historique du quartier, sont des espaces publics qui permettent à tout un chacun de se rencontrer, d'échanger et de profiter tranquillement de ce qu'offre le quartier. 
L’histoire de l’urbanisation de Moulins en fait donc un lieu où de nombreuses maisons ouvrières et courées témoignent du passé ouvrier du quartier. Le 9 septembre 1943, les abords de ce qui fut la Porte de Douai furent l'objet d'une erreur de l'armée américaine sous la forme d'un lâchage de bombes à ailettes. Les victimes de ce dernière furent déclarées « victimes civiles » et purent profiter de places gratuites au Cimetière du Sud offertes par la ville de Lille.
À partir des années 1950, avec les nouvelles vagues de reconstruction et les politiques du logement, le quartier de Lille-Moulins fut le témoin du développement du logement social, d’abord sur l'emplacement des anciens remparts au sud et au sud-est du quartier où se construisirent des grands ensembles HLM, notamment ceux des boulevards de Strasbourg et de Belfort, puis dans le vieux Moulins avec la réhabilitation d’anciens espaces industriels en logements collectifs et la construction de nouveaux, comme ceux de la rue de Trévise.
Le passé industriel du quartier et la volonté de développer le logement collectif donnent ainsi à ce quartier un paysage urbain contrasté et en mutation constante. La ZAC de la Porte de Valenciennes, dont les constructions s'achèveront à la fin des années 2020, transforme le quartier et le relie à Euralille.

## Population
L’histoire du quartier et de son urbanisation en fait un lieu qui est devenu populaire et qui rentre aujourd’hui dans de vastes plan de réhabilitation.
Avec 20 101 habitants au recensement de 2009, Moulins se classe au 5e rang des quartiers lillois, soit plus de 10 % de la population totale de la ville. Moulins possède par ailleurs une population très jeune. Selon les statistiques de 1990, certes anciennes, mais qui correspondent toujours à la tendance générale, les 0-14 ans représentent 42,4 % de la population totale du quartier et les 15-24 ans, 22,6 %.
De plus, Moulins est le deuxième quartier lillois pour son nombre d’étrangers.
Cette population se caractérise notamment par de grandes difficultés sociales. En effet, en 1998, 32,7 % des actifs sont au chômage, 12 % de la population de plus de 25 ans est bénéficiaire du RMI et un tiers des enfants de CE1 est en retard scolaire.
Environ 700 jeunes sont en contact avec la permanence de la mission locale du quartier. Ils représentent 12,27 % de la population accueillie par la Mission Locale de Lille.
Enfin, il est intéressant d’observer que ce quartier est un lieu de vie pour plus de femmes que d’hommes avec 52,04 % de femmes et 47,06 % d’hommes. Ceux-ci sont regroupés dans 7 881 ménages, dont 2 886 foyers de deux à cinq personnes, 418 foyers de six personnes et plus et 3 857 personnes vivant seules
Répartition de la population selon l'âge et la catégorie socioprofessionnelle
| CSP Âge                       | 0/24 ans | 25/29 ans | 30/39 ans | 40/49 ans | 50/59 ans | 60 ans et plus | Total | %     |
| ----------------------------- | -------- | --------- | --------- | --------- | --------- | -------------- | ----- | ----- |
| Artisans commerçants          | 4        | 16        | 124       | 104       | 60        | 36             | 344   | 2,28  |
| Cadres                        | 52       | 196       | 176       | 88        | 64        | 8              | 584   | 3,87  |
| Profession intermédiaire      | 180      | 384       | 368       | 140       | 68        | 8              | 1148  | 7,60  |
| Employés                      | 345      | 400       | 536       | 252       | 212       | 12             | 1760  | 11,65 |
| Ouvriers                      | 356      | 324       | 524       | 640       | 364       | 44             | 2252  | 14,91 |
| Militaires                    | 40       | 8         |           |           |           |                | 48    | 0,32  |
| Retraités                     |          |           | 4         | 8         | 56        | 1380           | 1448  | 9,59  |
| Étudiants de 15 ans et plus   | 2276     | 160       | 36        |           |           |                | 2472  | 16,37 |
| Sans activité professionnelle | 3708     | 180       | 448       | 240       | 276       | 192            | 5044  | 33,41 |
| Total                         |          |           |           |           |           |                | 15100 | 100   |

Ce tableau présente la répartition de la population selon l'activité professionnelle. Bien qu'il date un peu, il reste cependant d'actualité quant aux échelles de grandeur qu’il permet de faire ressortir. Une population jeune, peu qualifiée ou sans activité professionnelle reste ainsi un trait caractéristique de Moulins en 2005.

## Le logement
Le quartier de Lille-Moulins tire l’une de ses caractéristiques de la progression rapide de l’habitat collectif qui atteint 63,62 % des habitats en 1990 pour 15,26 % de maisons individuelles (22,2 % pour la ville de Lille). 
L'habitat collectif est concentré au sud des boulevards de ceinture (boulevards de Belfort, d'Alsace, de Strasbourg, d'Alsace), les maisons individuelles au nord, rues de Cambrai, de Valenciennes, de Douai et voies adjacentes où se  situent des maisons de cadres d'architecture soignée. Les HLM de mauvaise qualité construits boulevard de Belfort (porte de Valenciennes) en 1959 et 1960 ont été récemment détruits.
Les deux ensembles de maisons d'un ou plusieurs étages construits en accession à la propriété en 1868 par la Compagnie immobilière de Lille dans les rues de Rouen, du Havre et de Nantes entre le boulevard de Belfort et la rue Alain-de-Lille et dans les rues de Marseille et de Lyon près du boulevard de Strasbourg font partie des rares initiatives de logements sociaux de la deuxième moitié du XIXe siècle à Lille. 
Moulins compte environ 60 courées la plupart réhabilitées.
En 1999, Moulins comptait 7 877 logements en résidence principale, 1 316 logements vacants et 67 résidences secondaires.
60 % de l’habitat est utilisé à titre locatif et 32 % du patrimoine appartient à des bailleurs sociaux tels que La SLE, ODN, CAL-PACT, OPAC LMH. Parmi les occupants de ce parc locatif, 33 % de familles sont en dessous de seuil de pauvreté.

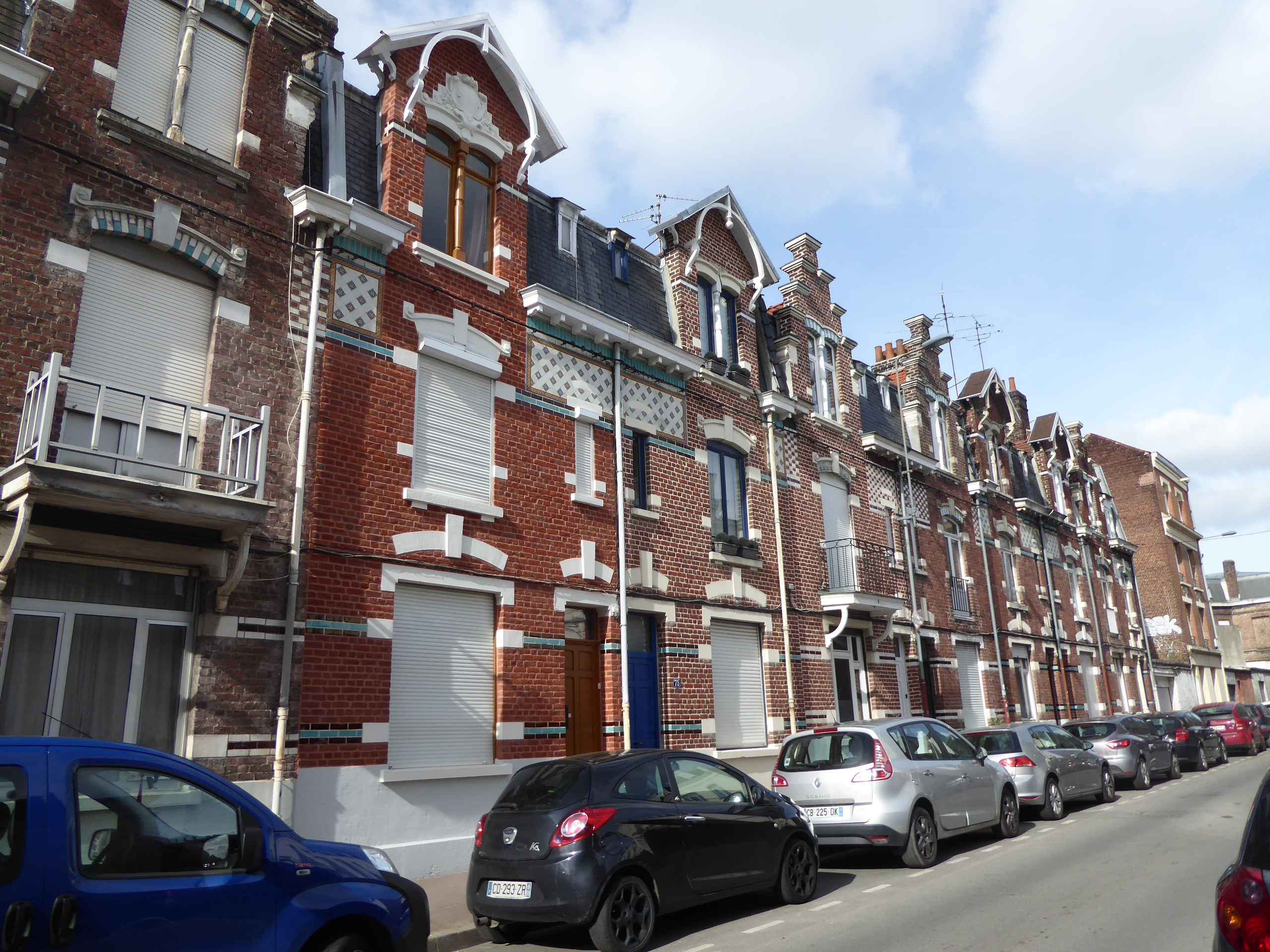
Maisons de cadres  rue de Valenciennes.
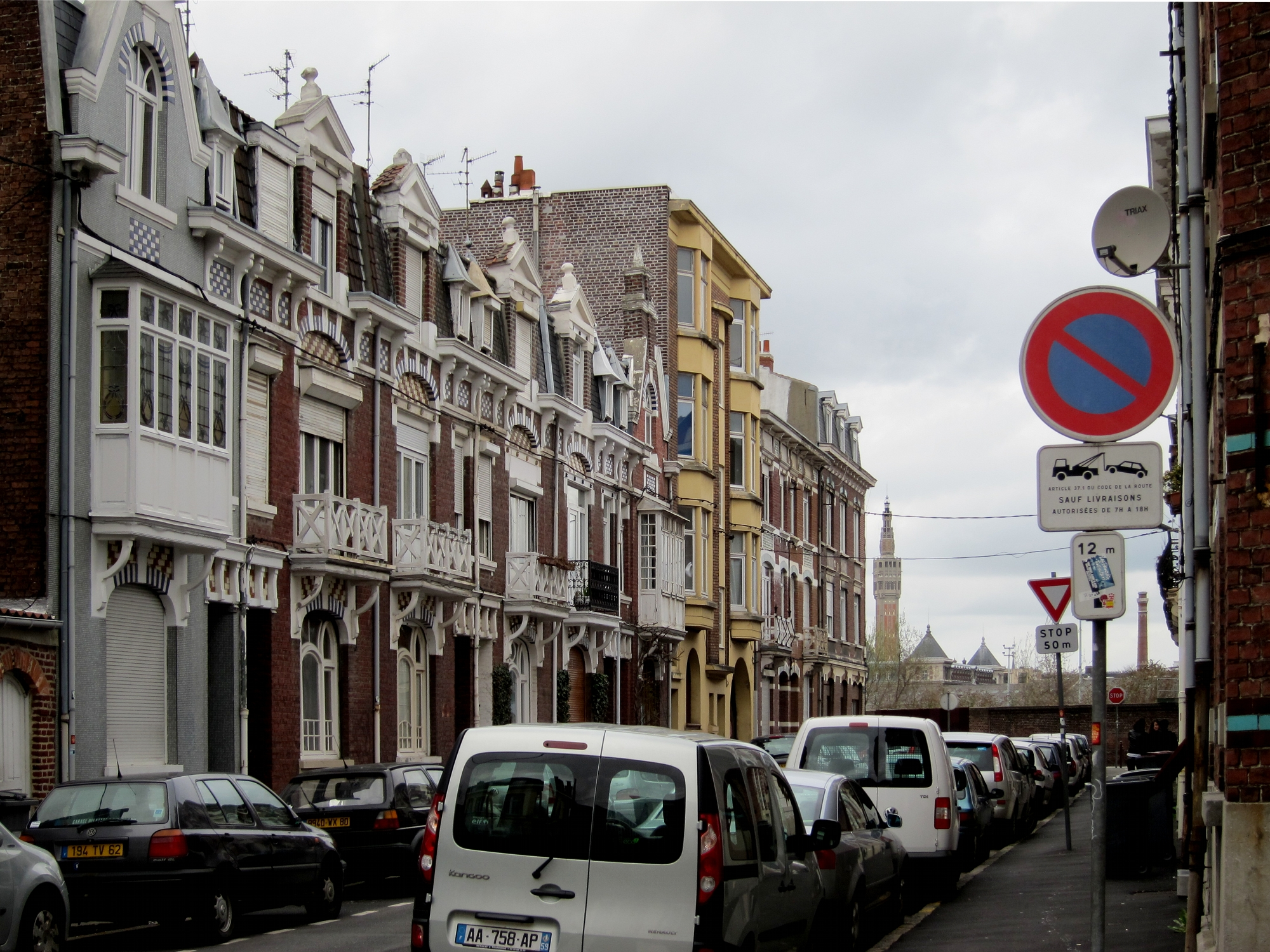
Maisons bourgeoises rue de Coulmiers.
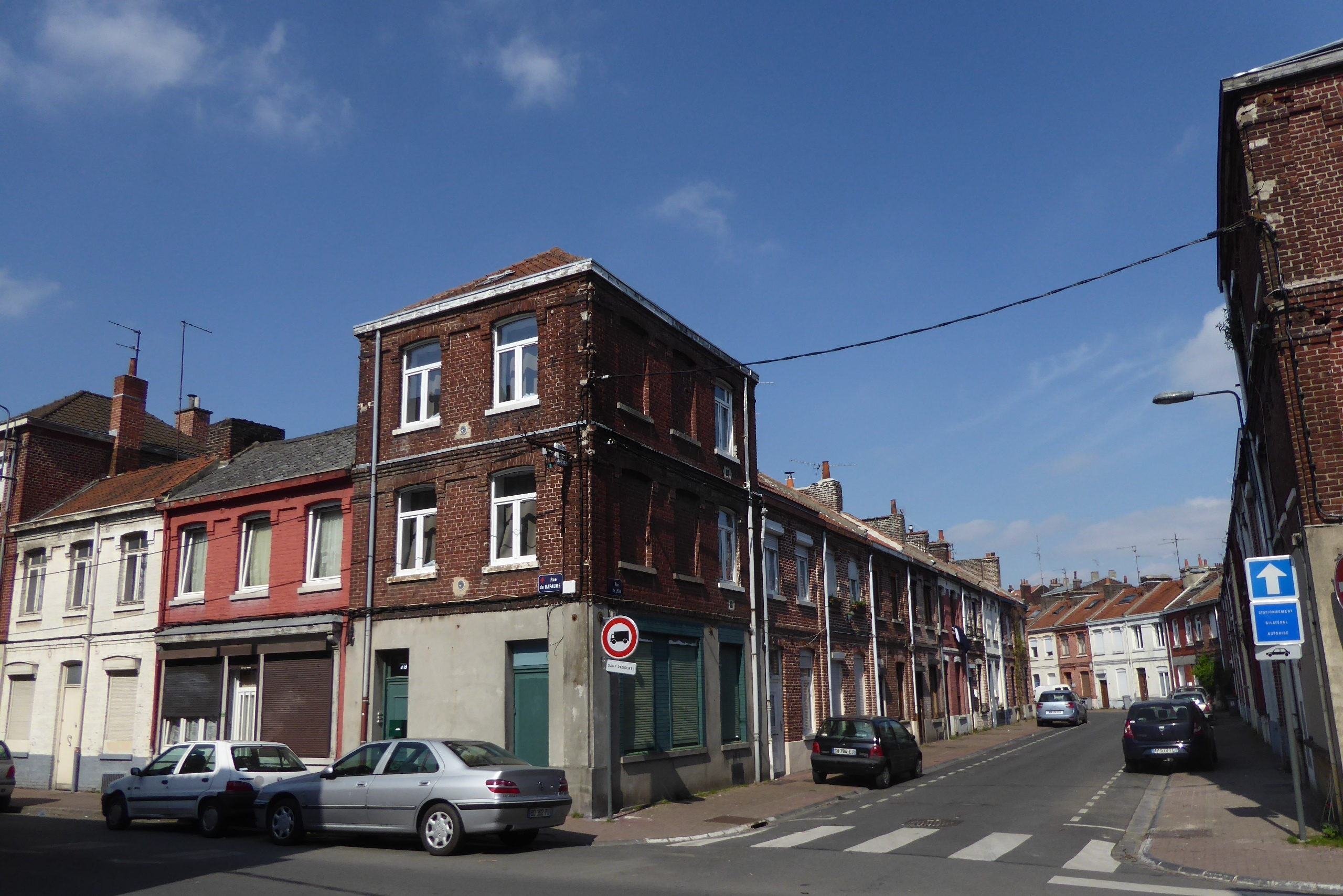
Logements sociaux de 1868 de la Compagnie immobilière de Lille rue de Lyon.
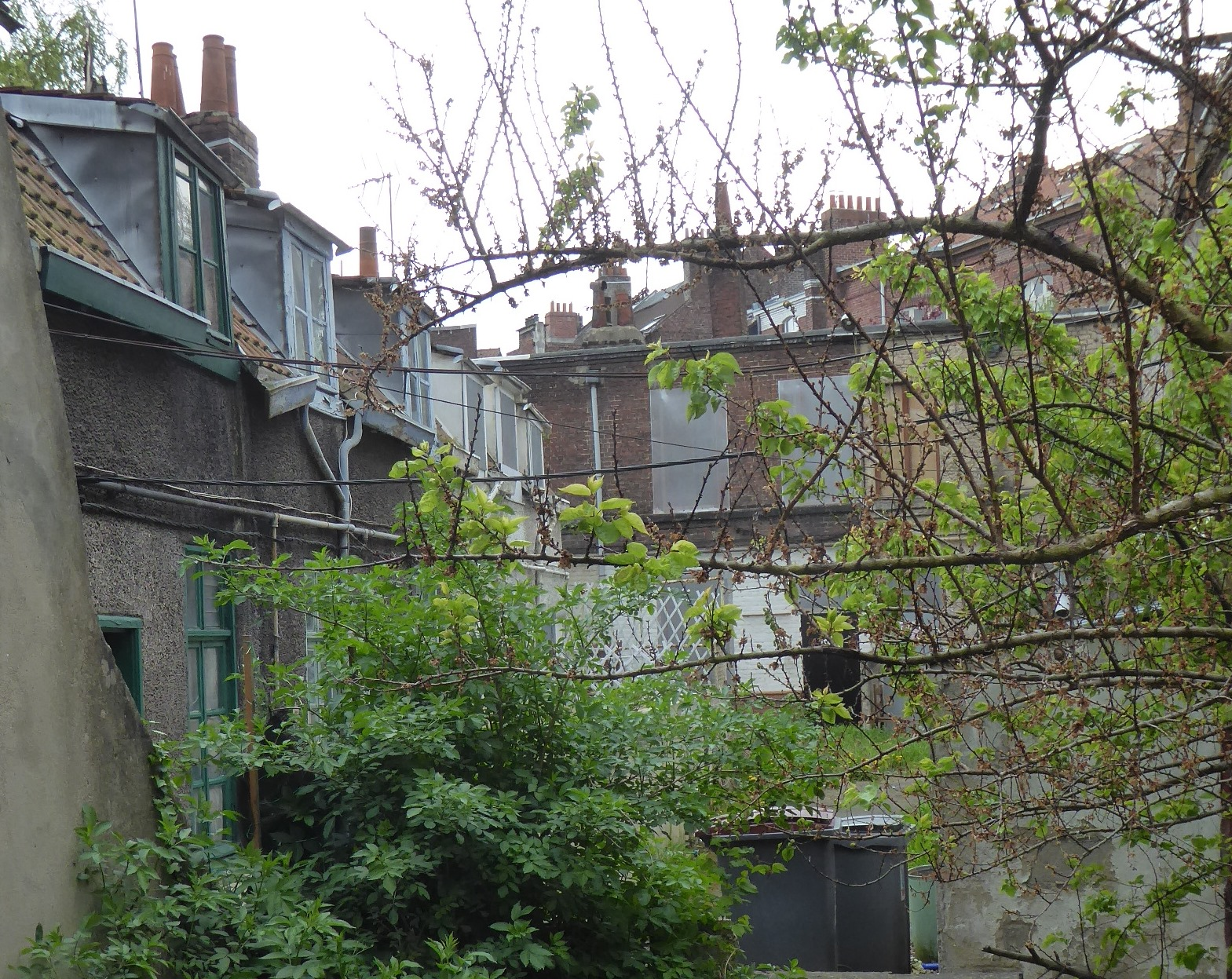
Courée vétuste Cour Valanton  rue de Wattignies.
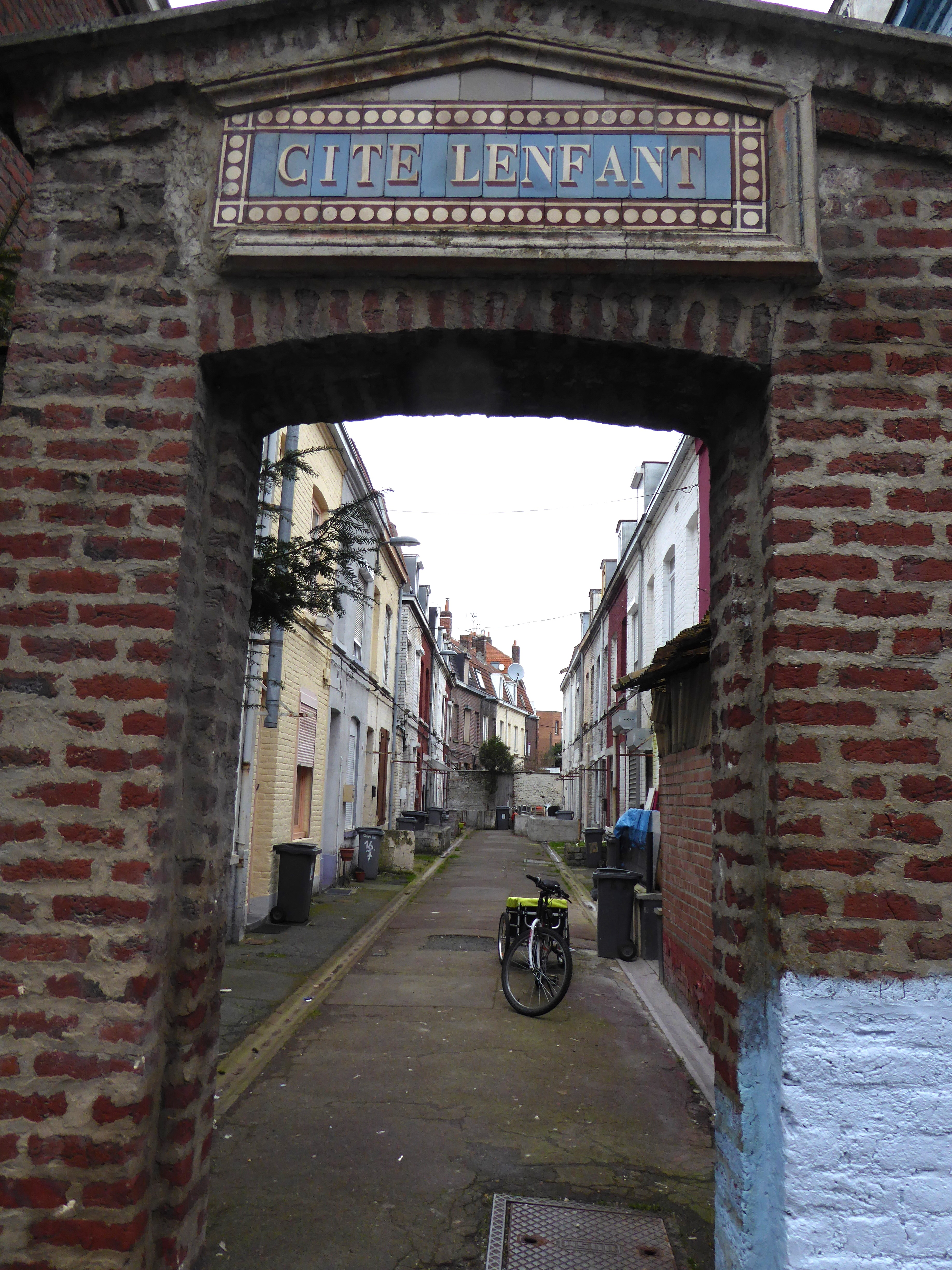
Cour Lenfant.

## Les ressources

### Commerce et économie
Ancien quartier industriel, Moulins est aujourd’hui un quartier à la recherche d’une nouvelle identité. Les différentes crises industrielles ont laissé place à de nombreuses friches réhabilitées, soit en logements, soit en bâtiments publics. Les entreprises et les promoteurs hésitent toutefois à investir dans ce quartier, victime aussi depuis 20 ans d’un déclin du commerce de détail. Il n’existe pas non plus de véritable « centre commercial », la grande distribution étant représentée par deux supermarchés de « petite envergure » dont un de « hard discount ».
Les petits commerces sont ainsi majoritaires avec une moyenne de 1,32 commerces pour 100 habitants, avec une part importante de commerces classés dans la catégorie « Hôtels – Cafés – Restaurant ».
On remarque ainsi très facilement de nombreux restaurants et kebabs dans le quartier, qui se sont majoritairement installés autour de la faculté de droit, pour pouvoir toucher une clientèle étudiante.
En 2005, seules sept entreprises des industries mécaniques et métallurgiques restent en activité, résistant aux vagues de fermetures et de délocalisations.
Pour répondre à cette situation, le quartier de Moulins offre désormais des espaces en Zone Franche Urbaine et Zone de Dynamisation Urbaine à travers lesquelles les implantations d’entreprises sont facilitées notamment grâce à des allègements fiscaux.
Malgré ces faiblesses économiques, Moulins possède une vitalité associative fortement développée notamment dans les champs de l’animation, l’éducation, la culture et l’environnement.
La mairie de quartier de Moulins recense ainsi plus de 80 associations aux objectifs variés qui font vivre le quartier.

### Culture
Le quartier compte trois ateliers de théâtre (Dans la Lune, Tous en scène, et un à La Compagnie du Tire-Laine) ainsi qu’un théâtre, le Prato, « théâtre international de quartier ». Il dispose également d'une médiathèque et d'une maison folie, née de Lille 2004 qui propose ateliers, concerts, expositions et résidence d’artistes. Enfin, il héberge une compagnie circassienne, une école des Arts du cirque et de pratique artistique (le Cirque du bout du monde), une compagnie de musique du monde « La Cie du Tire-Laine » et deux centres sociaux qui se partagent la population du quartier.
Le quartier attire des actifs indépendants de la culture : une galerie d'art, la Galerie collégiale - Lille s'est installée dans une maison de maître, 15 rue de Seclin. C'est un des plus beaux lieux consacrés à l'art dans la Ville de Lille, elle abrite une association, l'Art à Lille, qui dispense des enseignements artistiques : histoire de l'Art, de la musique, philosophie de l'Art, dessin, modèle vivant, écriture, théâtre, musique, chant et accueille des concerts des musiques du monde. À son côté, un tiers lieu « Volume ouvert », dynamique et innovant, accueille artistes, artisans, compagnies, musiciens, espace de co-working, et s'ouvre à des événements culturels. Non loin de là, le collectif de la Girafe, hétéroclite et indépendant, regroupe des artistes touche-à-tout avec comme mot d'ordre « du déjanté ! ».
La Maison d'accueil du jeune travailleur (MAJT) s'inscrit aussi dans les actions culturelles du quartier. Un atelier de résidence d’artiste et un lieu de ressources permettant la création artistique servent de vitrine à son « projet culturel » sur le quartier.
Les associations étudiantes de la faculté de droit participent également régulièrement à l’organisation d'événements culturels sur le campus.
Une association originale, Filafil à l'initiative de mouvements chrétiens, en 2003, prend une dimension sociale, régie par la loi 1901. Aujourd'hui, elle développe un pôle citoyen afin de créer du lien social entre les habitants. Filafil prône le « mieux vivre ensemble ». Cette association possédant un large choix d'activité, est destiné à un public allant de six ans jusqu'aux seniors. 
Certaines associations, comme l'Atelier populaire d'urbanisme de Moulins, organisent des rencontres et des festivals dans le quartier afin de le dynamiser, d’y apporter de l’animation et de la culture et de pouvoir offrir plus facilement des réponses aux difficultés qu'elles soulèvent par ailleurs (sur le logement, la précarité, la culture…).
Globalement, Moulins dégage ainsi une richesse d’expression culturelle grâce entre autres aux ateliers d’artistes, à un cinéma associatif (l'Univers), à un foisonnement de mouvements hip-hop, d'actions de promotion des arts plastiques et du théâtre et à une multiplication de projets autour de l'écriture et de la photo. Par ailleurs, Moulins dispose d'une église catholique, Saint-Vincent-de-Paul, dans les sous-sol de l'ancienne filature et de deux lieux de culte musulman rue d'Arras et rue de Douai.

### Sport
On dénombre 1 stade, 5 salles de sports et 11 associations sportives essentiellement tournées vers la pratique du football et de la danse.

### Santé
Deux hôpitaux et un centre de soins sont installés dans le quartier. En 2000, quatorze médecins libéraux étaient implantés sur le quartier.

### Éducation

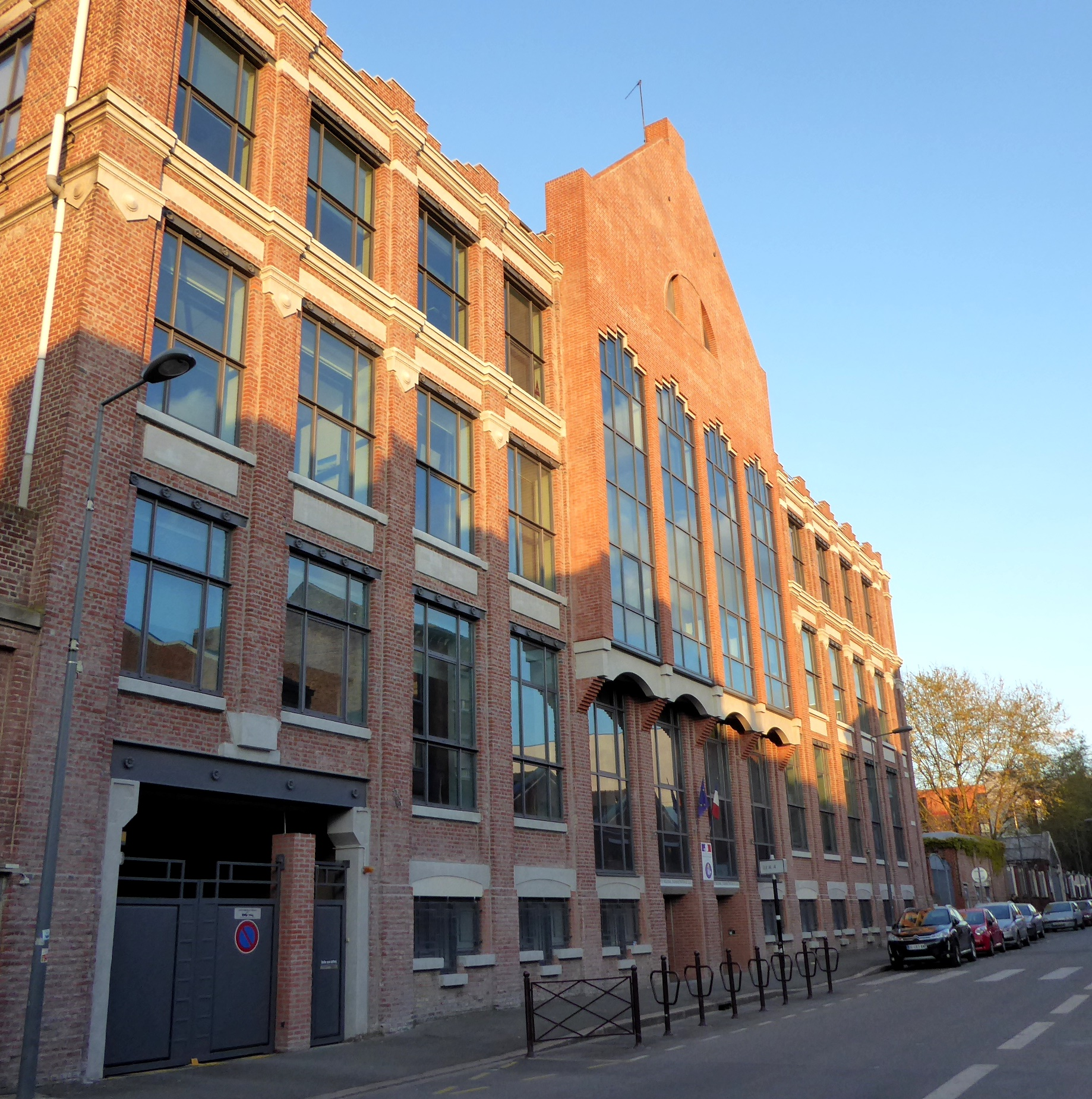
L'IRA de Lille rue Jean Jaurès.

Le quartier de Lille-Moulins compte six écoles maternelles, quatre écoles primaires, et une école privée. Il accueille un collège rue d'Arras depuis 2015, trois lycées, une école spécialisée (Institut Medico-Educatif -IME), l'institut Régional d'Administration (IRA) de Lille et l’école d’Optique Lunetterie. Sciences Po Lille a pendant un temps été implanté à Moulins, avant de déménager dans le quartier de Lille-Centre.  
Le collège Miriam Makeba, inauguré en 2018, est classé en REP+. Il bénéficie d'une classe à horaires aménagés en musique (CHAM) et en arts plastiques (CHAAP). Il accueille en résidence le Concert d'Astrée.  
La présence des écoles influence la vie du quartier car elles développent des projets d’ouverture sur les sports, les arts, l’environnement ou les cultures étrangères. De plus, les initiatives des écoles et de leurs associations avec les différentes structures du quartier entrent dans les projets d’épanouissement et d’ouverture de la jeunesse, largement représentée dans le quartier.
Le principal établissement est cependant la faculté de droit, implantée en 1995 au cœur du quartier et qui participe  à son dynamisme. On assiste ainsi à une progression lente mais visible des échanges entre les étudiants et le quartier par l’appropriation des lieux culturels et la participation aux activités à destination des enfants et des jeunes. 
La présence d’un fort taux d’étudiants permet ainsi l'existence de deux restaurants universitaires, d'un complexe sportif universitaire et d'un certain nombre de commerces de proximité.

### Social
Le quartier comprend deux centres sociaux, deux crèches, deux halte-garderies, trois clubs de personnes âgées (dont l’un se réunit régulièrement dans les locaux de la MAJT). Trois associations servent de lieux d’accueil pour l’animation de la petite enfance et pour le développement des rencontres enfants-parents. Une crèche parentale associative (« Les petites Canailles ») est présente, deux sont implantées à Lille aujourd'hui.
Il existe également plusieurs associations de soutien envers les familles et plus particulièrement les femmes, trois centres d’accueil et deux de prévention pour toxicomanes et alcooliques, six foyers d’accueil et d’hébergement pour jeunes travailleurs (MAJT), familles (FARE), demandeurs d’asiles (CADA) et personnes en difficulté.
Différentes associations sont aussi implantées pour aider ou assister des personnes ayant besoin d’aide pour leurs démarches dans le domaine du logement, comme l’Atelier populaire d’urbanisme (APU), Bien-être en HLM ou la Confédération logement cadre de vie (CLCV).
Enfin, la présence de certains services de l’État ou de la Ville sont également notables. Moulins possède ainsi un local de l’ANPE, une mission locale chargée principalement de l’insertion des jeunes de 16 à 26 ans, une déchetterie, un centre de tri postal ainsi qu’un bureau de poste, le siège de l’OPHLM, l’un des principaux bailleur sociaux de la ville de Lille, et une mairie de quartier installée rue d'Arras dans l'ancien hôtel particulier de l'industriel Courmont, chargée de rapprocher l’action municipale de la population.

## Sécurité
Le quartier de Moulins est classé depuis 2012 en zone de sécurité prioritaire, avec renforcement des effectifs de la police nationale.

## La politique de la ville

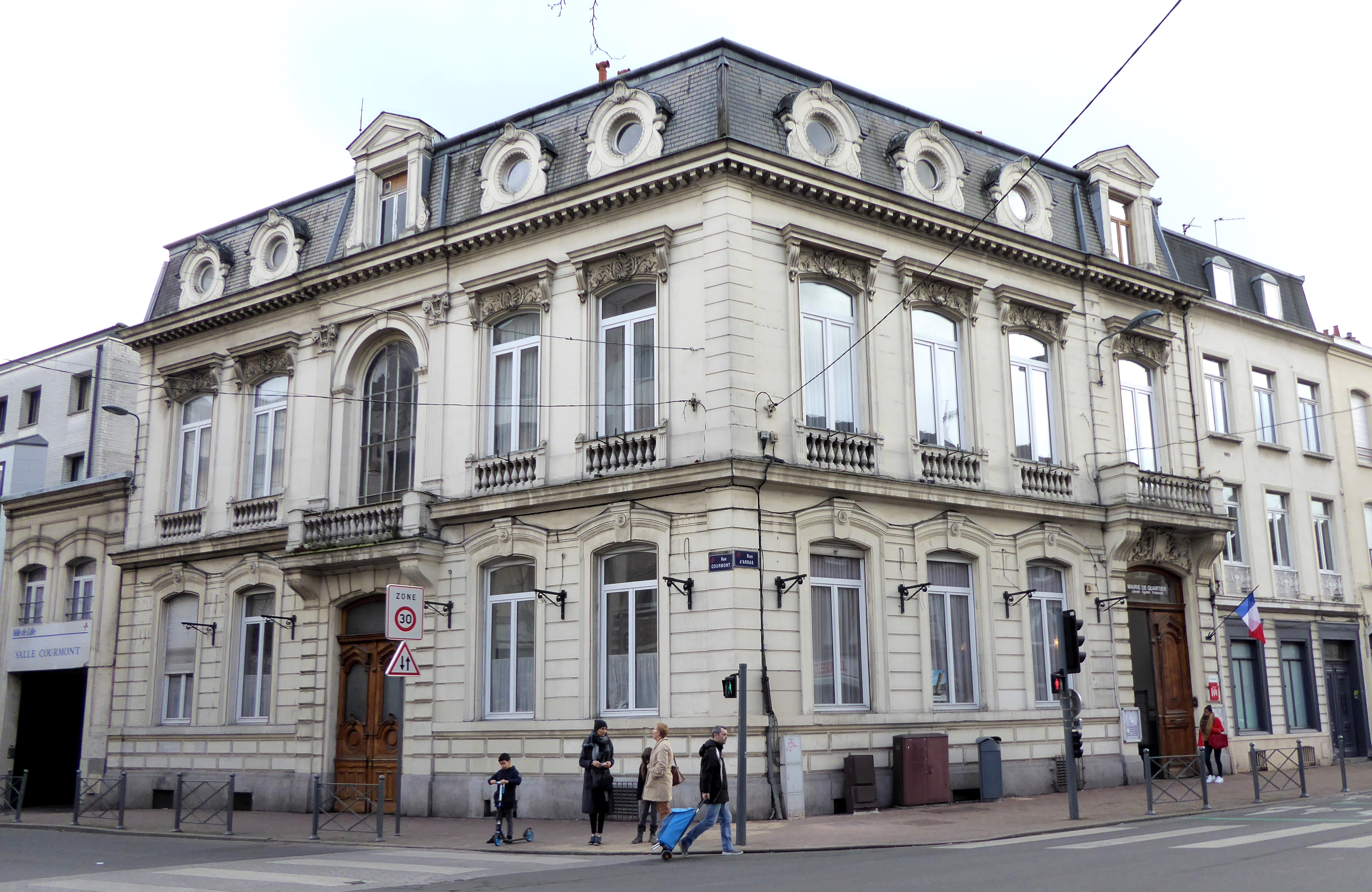
La Mairie de quartier dans l'ancien Hôtel Courmont, place Vanhoenacker.

La présence d’une mairie de quartier est due à une volonté municipale de rapprocher l’administration des administrés et de mettre en place sur le terrain la politique de la ville, née dans les années 1980 du constat des difficultés de certains quartiers. La base de cette politique est le partenariat contractualisé entre l’État, les conseils régionaux et les communes.
Les moyens humains et financiers pour mettre en œuvre ces politiques se concrétisent sous la forme du plan de Développement Social Urbain (DSU) qui découle du Contrat de ville, plan quinquennal donnant les objectifs de la politique de la ville. Une équipe de projet est chargée de lier l’action des trois partenaires de la politique de la ville aux réalités locales. Afin d’aboutir à des propositions, les associations et les habitants sont invités, toutes les six semaines, à des commissions thématiques traitant différents sujets (Développement économique et commercial, habitat, santé, culture, enfance et jeunesse…).
Lille-Moulins est entré dans le contrat de ville en 1989. Celui a permis d’accompagner les mutations urbaines de ces dernières années (construction, démolitions ou réhabilitations) et de soutenir les actions associatives dans le domaine du sport, des pratiques artistiques, de l’accompagnement scolaire ou de l’insertion. Tout cela avec le soutien financier de crédits de droit commun. Le quartier a ainsi été une zone urbaine sensible, avant d'être intégré en 2015 au sein d'un vaste quartier prioritaire nommé Secteur-Sud.
Dans le domaine culturel, les objectifs du contrat de ville de Moulins pour la période 2001-2006 ont été de :  
- favoriser la découverte et l’expression artistique des habitants ;
- soutenir les projets d’échanges et de rencontres interculturels ;
- renforcer les liens entre les associations à but culturel ou artistique et les acteurs socio-educatifs ;
- améliorer les conditions d’apprentissage de la musique ;
- confirmer les filatures comme un pôle culturel original (la filature est une ancienne usine réhabilitée qui accueille aujourd’hui le théâtre du Prato, la médiathèque de Moulins, des logements et d’autres structures ou associations entrant dans le cadre d’un pôle culturel) ;
- développer le travail autour du patrimoine et de la mémoire ;
- favoriser l’appropriation de la Maison Folie par les habitants et les acteurs du quartier.

Moulins est cependant souvent qualifié de quartier paradoxal où l’on entend dire que les gens ne sortent pas de chez eux. Car s'il possède une bonne accessibilité, un patrimoine urbain intéressant et un tissu associatif et culturel diversifié et dynamique, la précarité économique et sociale et l’insalubrité de certains logements rendent la qualité de vie loin d’être considérée comme satisfaisante pour tous. Les habitants se plaignent aussi des rues dégradées et d’une circulation automobile encore trop importante. Les étudiants de la faculté de droit ne cherchent pas à vivre dans ce quartier et un nombre croissant d’enfants sont scolarisés hors du quartier[réf. nécessaire]. La politique de la ville cherche donc à ce que tous les acteurs de la vie de Moulins s’approprient les actions mises en place pour améliorer les conditions de vie (la requalification des espaces publics, le renforcement de la vie culturelle et sportive, le traitement de l’insalubrité, …).
Un fonds d’initiative habitants (FIH) a ainsi été mis en place afin de financer les projets menés par des jeunes et des adultes habitant le quartier. Financé à 70 % par la région et à 30 % par la commune, les projets peuvent se voir allouer un financement qui peut atteindre 750 €.